# Silke Wenk
Silke Wenk (* 6. Januar 1949 in Waldshut) ist eine deutsche Kunsthistorikerin.

## Leben und Werk
Silke Wenk studierte Kunstgeschichte, Soziologie und Philosophie in Freiburg und Berlin. 1980 wurde sie an der Universität Bremen promoviert.
Nach dem Studium war Wenk im Ausstellungswesen und in der Kunstvermittlung tätig. Sie hatte Lehraufträge an verschiedenen Hochschulen. Von 1984 bis 1990 war sie als wissenschaftliche Mitarbeiterin an der Universität der Künste Berlin tätig.
Wenk habilitierte sich an der Universität Hamburg mit der Schrift Versteinerte Weiblichkeit. Allegorien in der Skulptur der Moderne.
Zwischen 1988 und 1993 war Silke Wenk Gastprofessorin an der Gesamthochschule Kassel, Technischen Universität Braunschweig, der University of California, Davis und der Universität Tübingen.
1993 wurde sie Professorin für Theorie und Geschichte der Kunst und visuelle Kultur sowie
kunst- und kulturwissenschaftliche Geschlechterstudien an der Universität Oldenburg. Von 2005 bis 2010 war sie dort auch Direktorin des Kulturwissenschaftlichen Instituts: Kunst, Textil, Medien.

## Veröffentlichungen
- Zur gesellschaftlichen Funktion der Kunst: Historische Analyse und empirische Untersuchung in Betrieben der Bundesrepublik. Dissertation, Universität Bremen, 1980, ISBN 978-3-89144-021-6.
- Versteinerte Weiblichkeit. Allegorien in der Skulptur der Moderne. Böhlau, Köln 1996, ISBN 978-3-412-02595-3.
- Ein „Altar des Vaterlandes“ für die neue Hauptstadt? Fritz-Bauer-Institut, Frankfurt am Main 1996.
- Henry Moore, Large Two Forms: Eine Allegorie des modernen Sozialstaates. Fischer-Taschenbuch-Verlag, Frankfurt am Main  1997, ISBN 978-3-596-12137-3.
- mit Sigrid Schade: Studien zur visuellen Kultur. Transcript, Bielefeld 2011, ISBN 978-3-89942-990-9 (online).